# Catorce
El catorce (14) es el número natural que sigue al 13 y precede al 15.

## Matemáticas
- El 14 es un número compuesto, que tiene los siguientes factores propios: 1, 2 y 7. Como la suma de sus factores es 10 < 14, se trata de un número defectivo. La suma de sus divisores 1, 2, 7, 14 = 24.
- Es un número par.
- Número libre de cuadrados.
- Número piramidal cuadrado.
- Hay 14 posibles redes de Bravais en el espacio tridimensional.
- Es un número de Catalan.
- Un número semiprimo.
- Número de Keith.
- El día 14 de Marzo es el Día de las Matemáticas
- Es un número de Pell acompañante.
- Tome un conjunto de números reales y aplique las operaciones de cierre y complemento en cualquier secuencia posible. Como máximo se pueden generar 14 conjuntos distintos de esta manera.
- De acuerdo con la desigualdad de Shapiro, 14 es el menor número n tal que exista x 1 , x 2 , ..., x n tal que:

| {\displaystyle \sum _{i=1}^{n}{\frac {x_{i}}{x_{i+1}+x_{i+2}}}\geq {\frac {n}{2}}} donde {\displaystyle x_{n+1}=x_{1},x_{n+2}=x_{2}}. |

## Química
- Es el número atómico del silicio (Si).
- Masa atómica aproximada del Nitrógeno (N).
- El carbono-14, es un isótopo radioactivo del carbono.

## Astronomía
- Objeto de Messier M14 es un cúmulo globular situado en la constelación de Ofiuco.
- Objeto del Nuevo Catálogo General NGC 14  es una galaxia irregular en la constelación de Pegaso.
- (14) Irene es un asteroide que forma parte del cinturón de asteroides.